# Michael Vitzthum
Michael Vitzthum (* 20. Juni 1992 in Bad Tölz) ist ein ehemaliger deutscher Fußballspieler.

## Karriere

### Vereine
Vitzthum spielte von seinem dritten bis neunten Lebensjahr beim SV Warngau und wechselte 2001 zum FC Bayern München, bei dem er bis 2010 die entsprechenden Jugendmannschaften durchlief.
Zur Saison 2010/11 wechselte er zur SpVgg Unterhaching, für dessen zweite Mannschaft er zunächst zwölfmal zum Einsatz in der fünftklassigen Bayernliga kam. Am 16. Oktober 2010 (12. Spieltag) debütierte er im Alter von 18 Jahren in der 3. Liga, als er beim 1:1-Unentschieden der ersten Mannschaft im Heimspiel gegen Kickers Offenbach in der 74. Minute für Roman Týce eingewechselt wurde. Sein erstes Profitor erzielte er am 19. Februar 2011 (25. Spieltag) beim 3:0-Sieg gegen den FC Hansa Rostock.
Nach zwei Spielzeiten wechselte er zum Ligakonkurrenten VfB Stuttgart II. Für die Saison 2013/14 wurde Vitzthum vom VfB ohne Kaufoption an den Karlsruher SC ausgeliehen, nachdem sein Vertrag zuvor um ein Jahr verlängert worden war. Im Sommer 2014 wechselte er zum Zweitligaaufsteiger 1. FC Heidenheim.
Im Mai 2015 unterschrieb er einen bis zum 30. Juni 2017 gültigen Vertrag beim SV Wehen Wiesbaden. Nach der Saison 2016/17 erhielt er vom SV Wehen Wiesbaden kein neues Vertragsangebot und wechselte daraufhin zum Ligakonkurrenten SG Sonnenhof Großaspach. Dort absolvierte er über 40 weitere Spiele in der 3. Liga, bevor er sich im Juni 2019 nach einem Zweikampf schwer an der Hüfte verletzte. Aufgrund eines daraus resultierenden andauernden Knorpelschadens in der Hüfte beendete Vitzthum im Sommer 2020 im Alter von 28 Jahren seine aktive Profikarriere.

### Nationalmannschaft
Am 27. Juli 2009 debütierte Vitzthum in der U18-Nationalmannschaft, die in Ballymena mit 2:3 gegen die nordirische U20-Auswahl verlor. Seinen zweiten Einsatz in der U18-Auswahlmannschaft bestritt er – ebenfalls in Ballymena – beim 5:0-Sieg über die bulgarische U20-Auswahl vier Tage später. Sein Debüt in der U21-Nationalmannschaft gab er am 13. August 2013 in Freiburg beim torlosen Unentschieden gegen die Auswahl Frankreichs mit Einwechslung für Marvin Plattenhardt zur zweiten Halbzeit.

## Erfolge
- Zweiter der B-Jugend-Meisterschaft 2009